# Churaj-Chobok
Churaj-Chobok (ros. Хурай-Хобок) – wieś (ułus) w Rosji, w Buriacji, w rejonie tunkińskim. W 2010 liczyła 630 mieszkańców.